# Hydriomena pomponia
Hydriomena pomponia är en fjärilsart som beskrevs av Druce 1893. Hydriomena pomponia ingår i släktet Hydriomena och familjen mätare. Inga underarter finns listade i Catalogue of Life.